# Robert Goddard
Robert Goddard (Worcester, 5 ottobre 1882 – Baltimora, 10 agosto 1945) è stato uno scienziato, ingegnere e docente statunitense, considerato uno dei pionieri della missilistica moderna.
È accreditato come l'inventore del primo esempio di razzo a propellente liquido della storia. Goddard lanciò il suo razzo con successo il 16 marzo 1926, aprendo l'era dell'astronautica. Assieme al suo gruppo di lavoro lanciò 34 razzi tra il 1926 e il 1941, raggiungendo l'altitudine di 2,6 km (1,6 mi) e la velocità di 885 km/h (550 mph).
Goddard lavorò sia come teorico che ingegnere, anticipando concetti che successivamente permisero i voli aerospaziali. È chiamato l'uomo che aprì l'era spaziale. Due dei 214 brevetti di Goddard rivendicano l'invenzione del razzo multistadio (1914), e del razzo a propellente liquido (1914), pietre miliari nell'astronautica. Nel 1919 la sua monografia A Method of Reaching Extreme Altitudes è considerata uno scritto esemplare della scienza aerospaziale del XX secolo. Goddard applicò la dinamica del volo a due assi (giroscopio e spinta direzionale) al controllo dei razzi durante il volo.
Il suo lavoro fu talmente rivoluzionario da non essere supportato pubblicamente dalle istituzioni, ricevendo piccoli contributi. Fu una persona schiva e la ricerca sui razzi all'epoca non veniva vista di buon occhio per un docente di fisica. La stampa e altri scienziati ridicolizzarono il suo lavoro, le sue teorie. Il risultato fu quello di rimanere nella sua privacy del suo lavoro. Preferì lavorare da solo, anche a causa di strascichi di una tubercolosi.
Anni dopo la morte, all'alba dell'era spaziale, Goddard venne riconosciuto come un pioniere, assieme a Robert Esnault-Pelterie, Konstantin Ėduardovič Ciolkovskij, e Hermann Oberth. Non fu solo il primo a pensare al potenziale dei razzi per la ricerca atmosferica, la balistica missilistica e il volo spaziale, ma fu il primo a studiarli scientificamente, a progettarli e poi realizzarli. Della NASA, il Goddard Space Flight Center fu intitolato in suo onore nel 1959. Fu anche introdotto nella International Aerospace Hall of Fame nel 1966, e nella International Space Hall of Fame nel 1976.

## Biografia

### Infanzia e giovinezza
Robert Goddard nacque a Worcester (Massachusetts) da Nahum Danford Goddard (1859–1928) e Fannie Louise Hoyt (1864–1920). Robert fu l'unico figlio che sopravvisse; un figlio più giovane, Richard Henry, nacque con una deformazione spinale e morì a neanche un anno di età. Nahum fu un manovale nel settore manifatturiero. Goddard ebbe antenati del New England con William Goddard (1628–91) di Londra, che fondò una merceria a Watertown (Massachusetts) nel 1666. Da parte di madre l'origine risalgono al '600 con John Hoyt e altri fondatori del Massachusetts.
Appena nato i genitori si spostarono a Boston. L'immaginazione e la creatività di Goddard furono incoraggiate dal padre, che gli regalò un telescopio e un microscopio, così iniziò il suo interesse per la natura e per lo spazio, osservando i cieli e il volo degli uccelli. Era un ragazzo di campagna che amava la vita all'aria aperta e le escursioni con il padre durante i viaggi a Worcester e divenne un eccellente tiratore con il fucile. Nel 1898, la madre si ammalò di tubercolosi e si ristabilirono a Worcester. La domenica, la famiglia frequentava la chiesa episcopale e il giovane Robert cantava nel coro.16
Il giovane Goddard si interessò particolarmente all'ingegneria e alla tecnologia. Quando suo padre gli mostrò come generare elettricità statica sul tappeto di famiglia, l'immaginazione del bambino di cinque anni fu accesa. La sua passione sfociò quando aveva sedici anni, leggendo il classico di fantascienza La guerra dei mondi di H.G. Wells. Robert cominciò a sperimentare, credendo di poter saltare più in alto se lo zinco di una batteria potesse essere caricato sfregando i suoi piedi sulla ghiaia. Ma, tenendo lo zinco, non riuscì a saltare più in alto del solito. Robert sviluppò un fascino per il volo, prima con gli aquiloni e poi con i palloncini. Divenne un diarista e un documentatore completo del suo lavoro, un'abilità che avrebbe giovato molto nella sua futura carriera. Questi interessi si fusero all'età di 16 anni, quando Goddard tentò di costruire un palloncino in alluminio. Dopo cinque settimane di sforzi abbandonò il progetto, osservando che il pallone non sarebbe salito, in quanto l'alluminio è troppo pesante. Tuttavia, la lezione di questo fallimento non frenò la crescente determinazione e fiducia di Goddard nei suoi esperimenti.
La sua dedizione al volo spaziale divenne fissa il 19 ottobre 1899 quando il diciassettenne Goddard salì su un ciliegio per tagliare rami morti e rimanendo incantato dal cielo ebbe una visione. Si immaginò un'enorme macchina volante, spinta da dispositivi centrifughi orizzontali disuguali e rotanti, che si sollevava da una fossa, diretta verso Marte. Il giovane Goddard era un ragazzo magro e fragile, quasi sempre di salute cagionevole. Soffriva di problemi allo stomaco, pleurite, raffreddore e bronchite, e rimase indietro di due anni rispetto ai suoi compagni di classe. Divenne un lettore vorace, visitando regolarmente la biblioteca pubblica locale per prendere in prestito libri sulle scienze fisiche. L'interesse di Goddard per l'aerodinamica e il movimento lo portò a studiare alcuni articoli scientifici di Samuel Langley sul periodico Smithsonian e il Principia Mathematica di Newton e scoprì che la Terza Legge della dinamica di Newton si applicava al moto nello spazio.

### Carriera
Nel 1914, progettò dei motori per razzi, grazie agli investimenti della Smithsonian Institution. Nel 1919 scrisse riguardo alla possibilità di viaggi sulla Luna.
Goddard lanciò il primo razzo a combustibile liquido il 16 marzo 1926 a Auburn nel Massachusetts. Il giornale che pubblicò la notizia, la descrisse con una laconica dichiarazione: "Il primo volo di un razzo a propellente liquido è stato fatto ieri al podere della zia Effie". Il razzo, ribattezzato "Nell", era della grandezza di un braccio umano, e si alzò di appena 14 m durante il suo volo di appena mezzo secondo.
Goddard era molto sospettoso verso gli altri e spesso lavorò completamente da solo, per paura che qualcuno potesse limitare l'espansione del suo lavoro. La sua asocialità fu un risultato di come fu trattato dagli altri scienziati suoi contemporanei e dai media. Ad esempio, dopo uno dei suoi esperimenti nel 1929, un giornale locale di Worcester titolò ironicamente "Razzo lunare manca l'obiettivo di appena 238799 miglia e mezzo". Un altro esempio fu una retrospettiva ironica del The New York Times su Goddard che si intitolò "Un metodo per raggiungere estreme altitudini". L'articolo del NY Times si basava sul fatto che "ognuno" sa che un razzo non può viaggiare nel vuoto, poiché non c'è nulla da cui trarre la spinta. "Goddard" - citava l'articolo - "sembra non avere nemmeno le conoscenze di base delle scuole superiori".

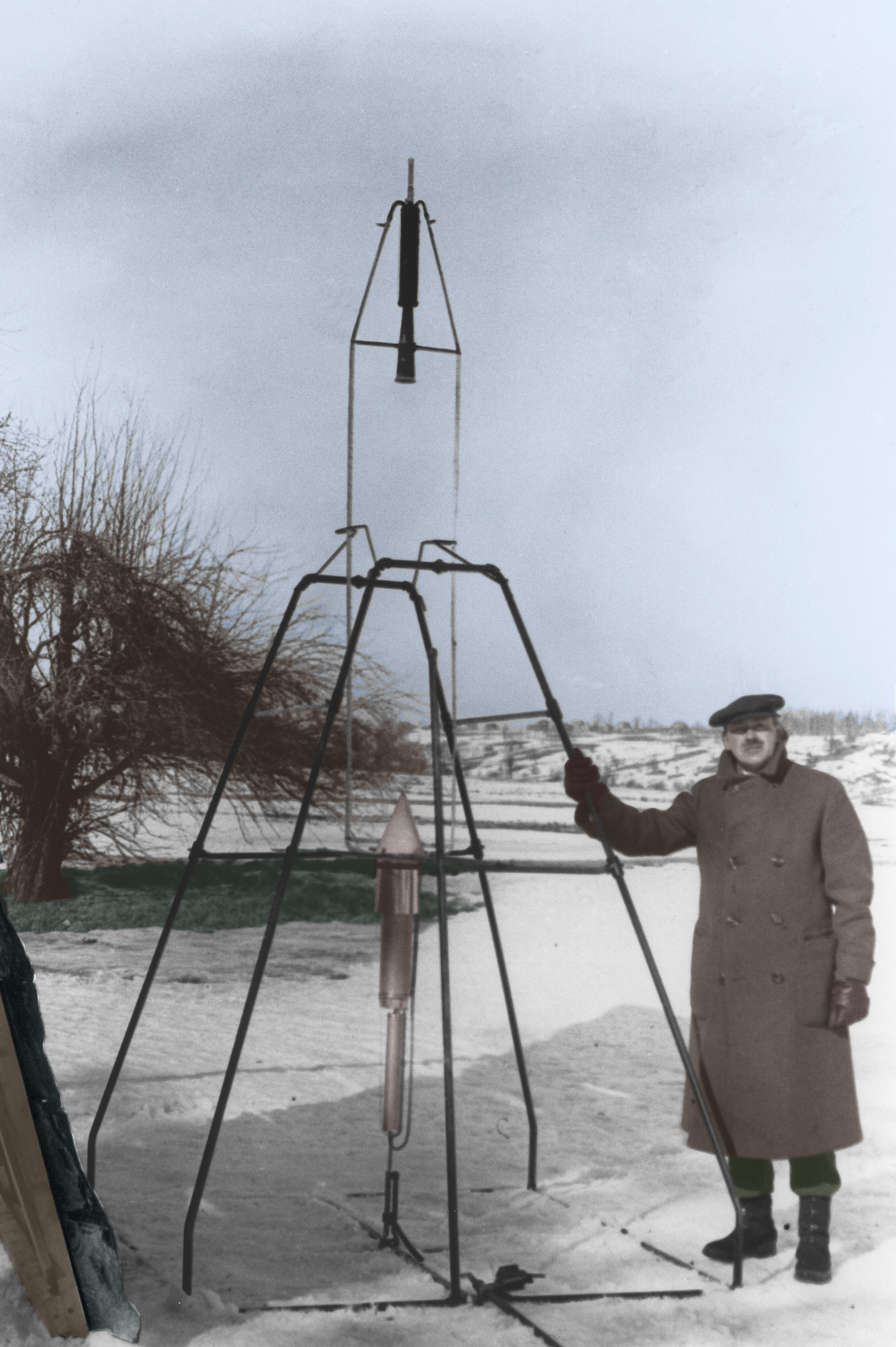
Goddard con il primo razzo a propellente liquido.

Successivamente Goddard si trasferì a Roswell, nel Nuovo Messico (molto prima che diventasse il centro della mania degli UFO), dove lavorò per decenni nel più assoluto isolamento. Benché avesse sottoposto il suo lavoro nel campo della missilistica all'attenzione dell'Esercito statunitense, non ebbe successo, poiché l'esercito in gran parte non riuscì ad afferrare l'applicazione militare delle sue teorie (ad eccezione del bazooka, un prototipo da lui presentato nel novembre del 1918, poco prima della fine della prima guerra mondiale). Ironicamente, fu invece la Germania nazista ad avere più interesse per le sue ricerche, soprattutto grazie a Wernher von Braun, che concretizzò le sue teorie. I razzi V2, che causarono migliaia di morti civili, erano molto simili ai progetti di Goddard.
Nel 1969, giusto pochi giorni prima dell'atterraggio dell'Apollo 11 sulla Luna, il New York Times ritrattò l'editoriale su Goddard pubblicato 49 anni prima. "Gli ulteriori esperimenti e ricerche" - diceva il giornale - "hanno confermato i risultati di Isaac Newton nel XVII secolo, dimostrando definitivamente che un razzo può muoversi nel vuoto così come nell'atmosfera. Il Times si rammarica dell'errore".
Goddard ricevette 214 brevetti per il suo lavoro, la maggior parte di essi li ottenne dopo la sua morte avvenuta nel 1945; il corpo venne sepolto nel Cimitero Hope di Worcester, Massachusetts. Il Goddard Space Flight Center, costruito nel 1959, fu chiamato così in suo onore.

## Cronologia dei lanci

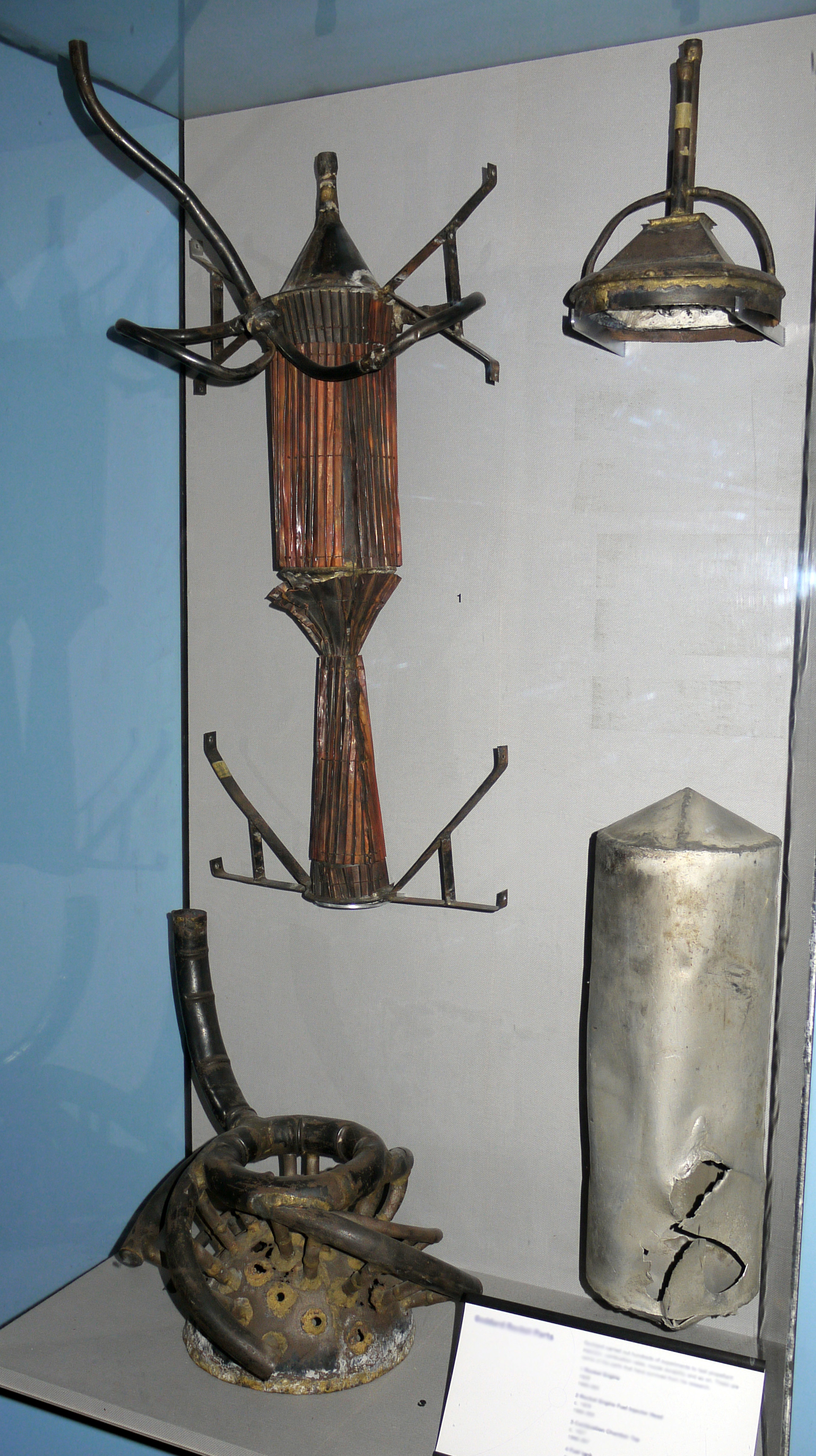
Parti di un razzo Goddard

Tra il 1926 e il 1941, vennero lanciati 35 razzi:
| Data              | Tipo                | Altitudine in piedi            | Altitudine in metri | Durata   | Note                              |
| ----------------- | ------------------- | ------------------------------ | ------------------- | -------- | --------------------------------- |
| 16 marzo 1926     | Goddard 1           | 41                             | 12.5                | 2.5 s    | primo razzo a propellente liquido |
| 3 aprile 1926     | Goddard 1           | 49                             | 15                  | 4.2 s    | record altitudine                 |
| 26 dicembre 1928  | Goddard 3           | 16                             | 5                   | non nota |                                   |
| 17 luglio 1929    | Goddard 3           | 90                             | 27                  | 5.5 s    | record altitudine                 |
| 30 dicembre 1930  | Goddard 4           | 2000                           | 610                 | non nota | record altitudine                 |
| 29 settembre 1931 | Goddard 4           | 180                            | 55                  | 9.6 s    |                                   |
| 13 ottobre 1931   | Goddard 4           | 1700                           | 520                 | non nota |                                   |
| 27 ottobre 1931   | Goddard 4           | 1330                           | 410                 | non nota |                                   |
| 19 aprile 1932    | -                   | 135                            | 41                  | 5 s      |                                   |
| 16 febbraio 1935  | A series            | 650                            | 200                 | non nota |                                   |
| 8 marzo 1935      | A series            | 1000                           | 300                 | 12 s     |                                   |
| 28 marzo 1935     | A series            | 4800                           | 1460                | 20 s     | record altitudine                 |
| 31 maggio 1935    | A series            | 7500                           | 2300                | non nota | record altitudine                 |
| 25 giugno 1935    | A series            | 120                            | 37                  | 10 s     |                                   |
| 12 luglio 1935    | A series            | 6600                           | 2000                | 14 s     |                                   |
| 29 ottobre 1935   | A series            | 4000                           | 1220                | 12 s     |                                   |
| 31 luglio 1936    | L series, Section A | 200                            | 60                  | 5 s      |                                   |
| 3 ottobre 1936    | L-A                 | 200                            | 60                  | 5 s      |                                   |
| 7 novembre 1936   | L-A                 | 200                            | 60                  | non nota | 4 camere di combustione           |
| 18 dicembre 1936  | L series, Section B | 3                              | 1                   | non nota | lancio abortito                   |
| 1º febbraio 1937  | L-B                 | 1870                           | 570                 | 20.5 s   |                                   |
| 27 febbraio 1937  | L-B                 | 1500                           | 460                 | 20 s     |                                   |
| 26 marzo 1937     | L-B                 | 8000-9000340                   | 2500–2700           | 22.3 s   | Altitudine più elevata            |
| 22 aprile 1937    | L-B                 | 6560                           | 2000                | 21.5 s   |                                   |
| 19 maggio 1937    | L-B                 | 3250                           | 990                 | 29.5 s   |                                   |
| 18 luglio 1937    | L-series, Section C | 2055                           | 630                 | 28 s     | timone di coda mobile steering    |
| 26 agosto 1937    | L-C                 | 2000                           | 600                 | non nota | Timone di coda mobile             |
| 24 novembre 1937  | L-C                 | 100                            | 30                  | non nota |                                   |
| 6 marzo 1938      | L-C                 | 525                            | 160                 | non nota |                                   |
| 17 marzo 1938     | L-C                 | 2170                           | 660                 | 15 s     |                                   |
| 20 aprile 1938    | L-C                 | 4215                           | 1260                | 25.3 s   |                                   |
| 26 maggio 1938    | L-C                 | 140                            | 40                  | non nota |                                   |
| 9 agosto 1938     | L-C                 | 4920 (visual) 3294 (barograph) | 1500 1000           | non nota |                                   |
| 9 agosto 1940     | P-series, Section C | 300                            | 90                  | non nota |                                   |
| 8 maggio 1941     | P-C                 | 250                            | 80                  | non nota |                                   |

## Brevetti
Goddard ricevette 214 brevetti. Tra i più importanti:
- (EN)  US1102653, United States Patent and Trademark Office, Stati Uniti d'America. – Rocket apparatus
- (EN)  US1103503, United States Patent and Trademark Office, Stati Uniti d'America. – Rocket apparatus
- Template:US Patent – Mechanism for feeding combustion liquids to rocket apparatus
- Template:US Patent – Control mechanism for rocket apparatus
- Template:US Patent – Control mechanism for rocket apparatus
- (EN)  US2511979, United States Patent and Trademark Office, Stati Uniti d'America. – Vacuum tube transportation system – E. C. Goddard

## Onorificenze

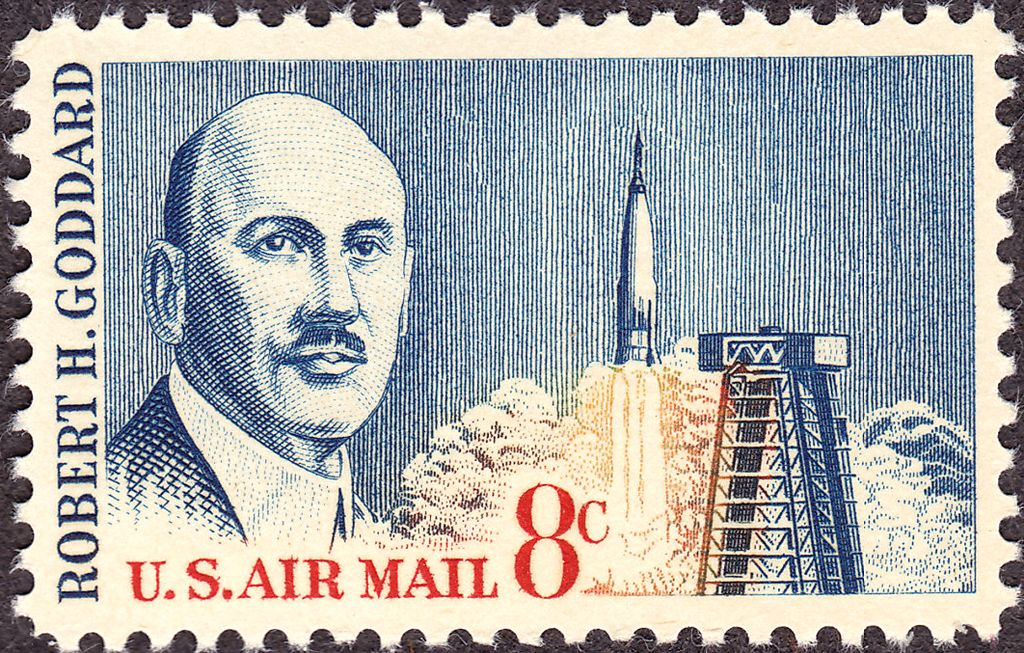
Goddard su un francobollo U.S. airmail.
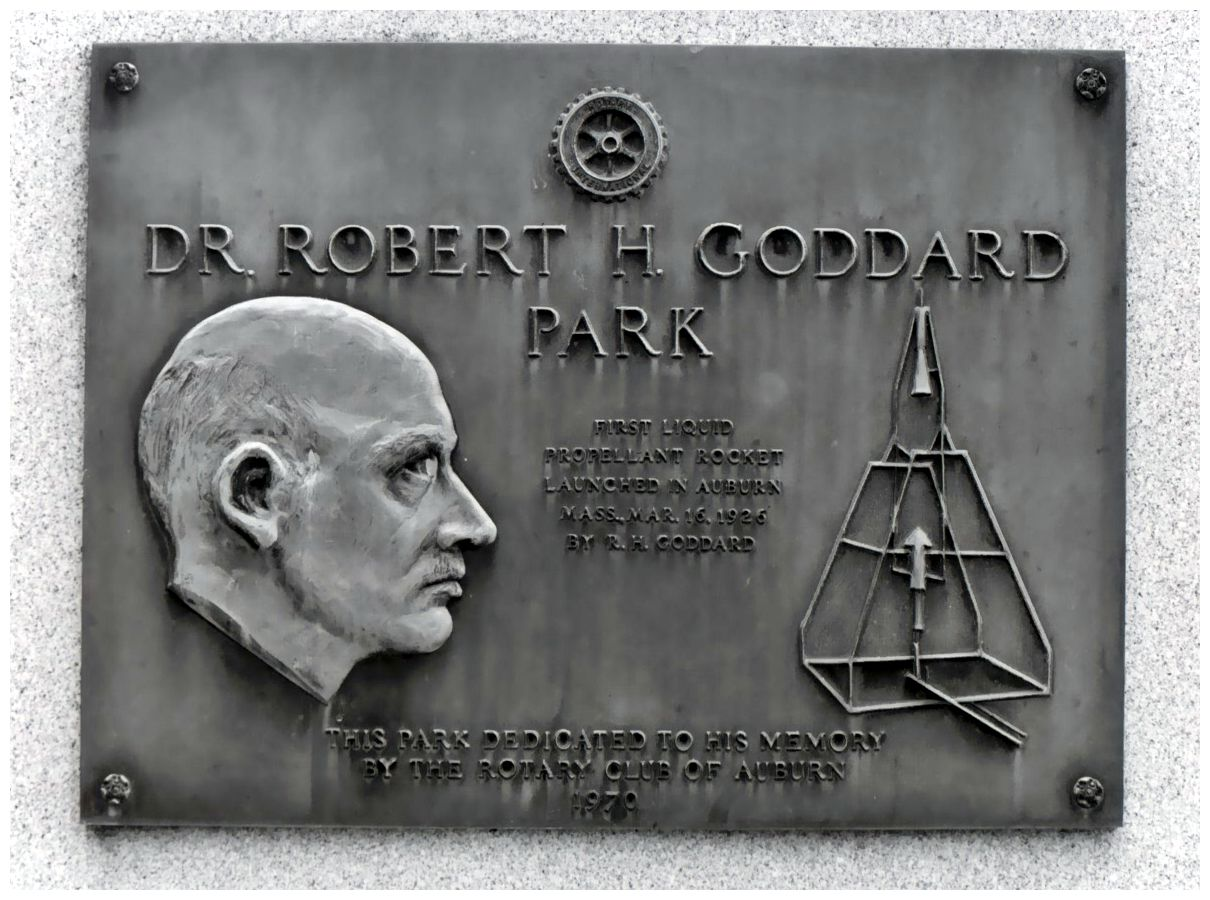
Placca di bronzo a Auburn (Massachusetts) nel luogo del primo volo.
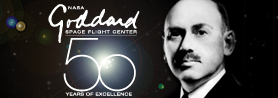
Insegna del 50° Anniversary del Goddard Space Flight Center, NASA facility nel Maryland
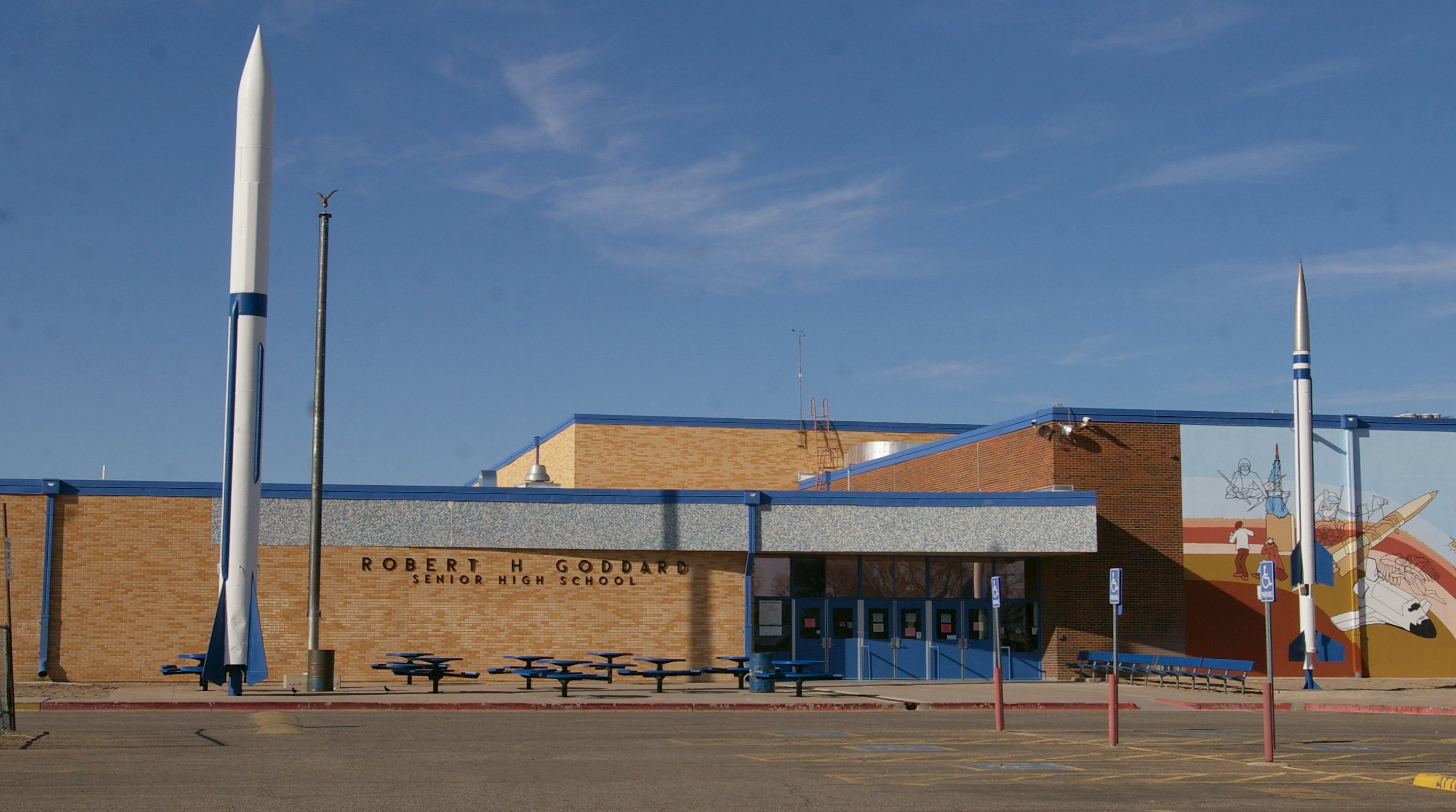
Robert H. Goddard High School a Roswell (Nuovo Messico).
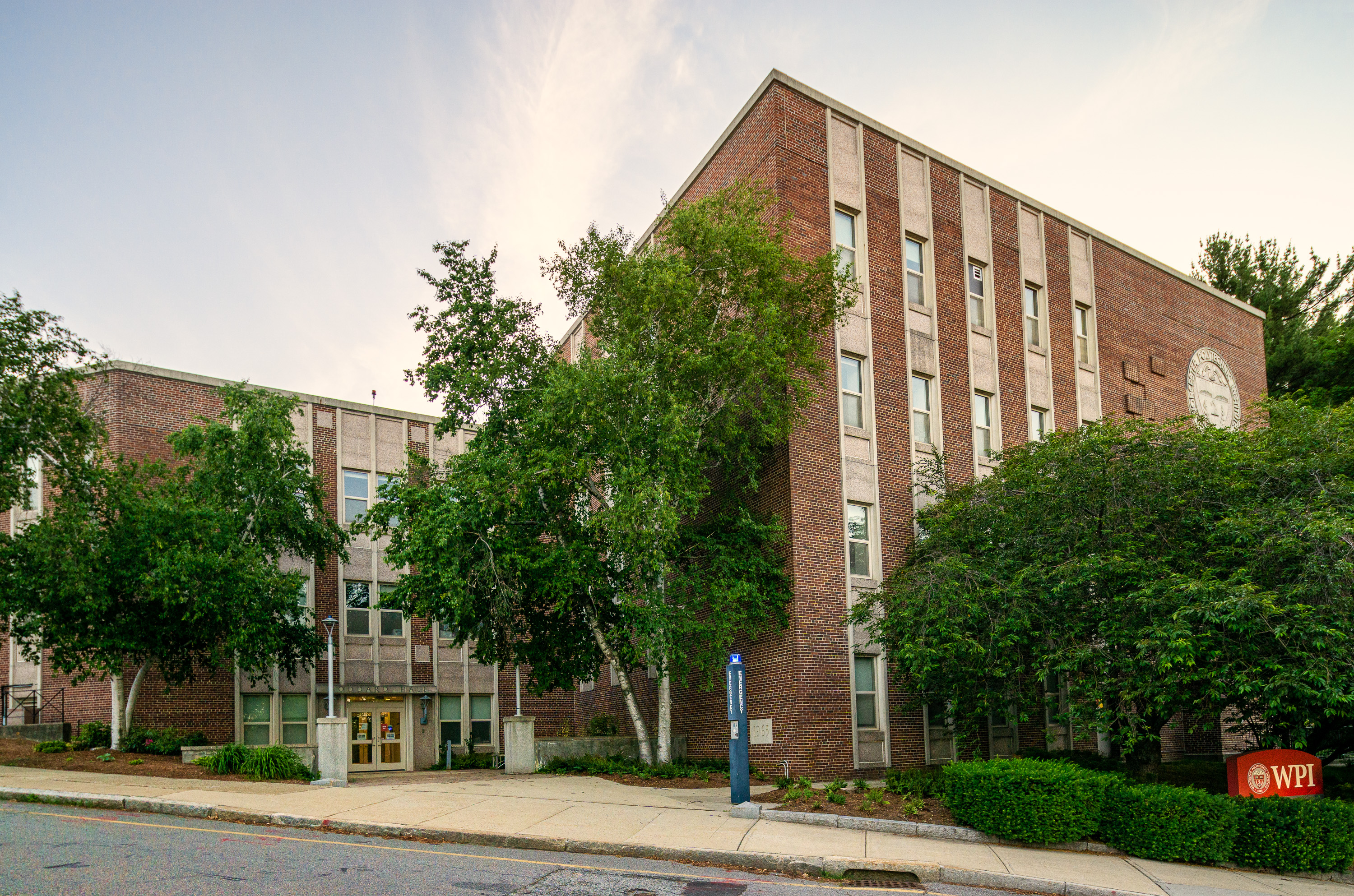
Goddard Hall al Worcester Polytechnic Institute